# Ca n'Isach
Ca n'Isach és un poblat neolític situat al municipi de Palau-saverdera (Alt Empordà), inclòs a l'Inventari del Patrimoni Arqueològic i Paleontològic de Catalunya.
Es troba als contraforts de la Serra de Rodes en un mirador natural de la plana empordanesa i el golf de Roses. Es va descobrir a finals de febrer de l'any 1987 durant l'obertura d'un carrer per la urbanització per E. Carreras i M.D. Piñero, membres de GESEART. Des d'aleshores s'hi han fet diverses intervencions.

## Ubicació
El poblat està situat dins de la urbanització de Mas Isach, al municipi de Palau-saverdera, al marge esquerre del Riutort. L'accés és fàcil, es troba a la part més alta de la urbanització, situat al vessant sud de la serra de Rodes-Pení, que correspon a l'extrem més oriental de la serralada Pirinenca, a una cota de 100 metres d'altitud.

## Urbanisme i cabanes
De l'assentament de Ca N'Isach només coneixem per ara l'espai d'habitatge primer (o estructura 1), que engloba actualment 29 estructures diverses en tres nivells d'ocupació. Es tracta d'un poblat neolític que ocupa una àrea de 800 m².
Es conserven sòcols dels antics lloc d'habitació del poblat i s'han recuperat materials i eines que han permés datar el poblat, a més d'un possible sistema de tancament. Té un bon estat de conservació.
El poblat estava format per quatre cases subrectangulars en forma d'”U”, aparellades, a més d'una gran casa ovalada i aïllada. Totes estaven encarades al sud i no es pot descartar que n'hi hagués hagut més, però haurien desaparegut per l'erosió.
Les cases subrectangulars, d'uns 7 per 3,5 metres, posseïen un sòcol de pedra seva i algunes tenien un porxo. Els murs eren d'un metre d'amplada, formats per una doble filera de paraments, reomplerts amb blocs irregulars. El cobriment devia estar format per una estructura de fusta en doble vessant tapada amb feixines de bruc. La zona frontal duria un entramat de branques, segurament amb un revestiment d'argila a l'altura dels murs.
La gran cabana ovalada, d'uns 10 per 7 metres, tenia uns murs d'un metre i mig d'amplada. Estaven formats per una doble renglera de lloses clavades amb parament de pedra seca l damunt i un reompliment de diverses mides. El sistema de cobriment seria similar a l'anterior, però adequat a les seves grans dimensions. Aquesta gran cabana possiblement servia com a espai comunitari, on es realitzarien algunes tasques essencials per a la comunitat: cuinar els aliments, netejar i moldre els cereals, teixir teles per als vestits, etc.

## Fases
S'han diferenciat tres fases arquitectòniques o d'ocupació a partir dels objectes recuperats i les datacions radiomètriques.

### Neolític mitjà inicial(4700 – 4100 aC)
Relacionable amb el Grup o Cultura de Montboló. Diverses estructures d'habitació (sitges i focs), però cap es relaciona amb els murs perimetrals de les habitacions, s'obren per sota dels seus fonaments.

### Neolític mitjà ple(4100 – 3400 aC)
Relacionable amb el Grup Empordanès. És la fase més important: trobem nombroses estructures d'habitació (focs, sitges, murs, forats de pal, cisterna) que s'interrelacionen clarament amb els murs perimetrals de les habitacions, adossant-s'hi sovint i amb unes cotes iguals o superiors a les dels seus fonaments.
Destaca la cultura material recuperada: vasos ceràmics (es recuperen un total de 3730 fragments ceràmics) i es distingeixen els vasos d'emmagatzematge (gerres cilíndriques) dels vasos domèstics (bols, escudelles, tasses carenades i olles); indústria lítica tallada en sílex, quars i cristall de roca; indústria lítica polida; objectes d'ornament; elements de molta com molins, mans de molí o discos retallats.
Un dels espais d'habitatge més espectacular és de planta ovalada (10 x 15 metres), però li manca tot el costat est per l'erosió. La coberta debia de ser una estructura de branques i brucs muntada sobre cairats. La màxima alçada conservada són uns 50 – 60 cm.

### Neolític final(3400 – 2700 aC)
Tipus Veraza. Molt mal determinada, només es basa en tres focs i troballes superficials fetes per tota l'àrea del jaciment.

## La cultura megalítica i ca n'Isach
A la Serra de Rodes i el Cap de Creus existeix una forta concentració de dòlmens (37 monuments), bàsicament sepulcres de corredor i també un agrupament de cistes amb túmul (6 monuments), un tipus de tomba desconeguda a l'Albera, però freqüent al Baix Empordà.
Hi ha una referència directa d'un monument megalític d'Isidre Macau quan l'any 1932 va a visitar-lo. En aquell moment només es conservava la capçalera, que feia 1,65 m d'amplada i 1,98 d'alçada. La resta de lloses que haurien format part del sepulcre estaven repartides en múltiples parets de vinya.
Alguns elements arqueològics, com la presència d'inscultures (cassoletes i reguerons), tant als murs com en bloc dins de les estructures, o discos sobre esquist, semblen confirmar la suposició que es tractaria d'un hàbitat del Neolític mitjà relacionat amb els sepulcres de corredor propers.
A la Serra de Rodes i Cap de Creus existeix una forta concentració de dòlmens, bàsicament sepulcres de corredor i agrupaments de cistes amb túmul. Els sepulcres de corredor més propers a Ca n'Isach són Mas Bofill i la Devesa.

## Intervencions[1]
1987 – 1994: excavacions diverses dirigides per S. Aliaga, J. Chinchilla, O. Mercadal i J. Tarrús. Es documenten diverses estructures d'hàbitat i un possible sistema de tancament.
- 1987, del 20 de novembre al 21 de desembre: excavació d'urgència, es comprova la zona on es preveu construir. Determinació de la cronologia del jaciment.
- 1988: projecte d'investigació, anàlisi de carbons i fustes (ullastre, alzina, tamariu i bruc).
- 1989, de l'1 al 21 de juliol: projecte d'investigació, excavació de l'estructura d'hàbitat.
- 1990 – 1993: diversos projectes d'investigació.
- 1994, del 25 de juny al 5 de juliol: projecte d'investigació de la Universitat de Girona. Setena campanya d'excavacios, es preveu convertir el jaciment en una zona visitable.

2001 – 2003: projecte de consolidació, restauració i adequació del jaciment dut a terme pel GESEART.
2005, del 15 d'octubre al 31 de desembre: intervenció preventiva
Encara hi ha zones per excavar on es creu que es trobaran més estructures.

## Gestió i difusió
Segons un conveni fet el 15 de juliol del 2012 entre l'Ajuntament de Palau Saverdera i l'Associació Via Pirena Arxivat 2015-12-22 a Wayback Machine., aquest jaciment s'ha de mantenir i ha de servir per divulgar el megalitisme i se l'inclou en la ruta megalítica de Palau Saverdera.
Actualment s'hi fan visites puntuals per a escoles i una sèrie de tallers per entendre la vida en un poblat neolític.
El material extret es troba al Museu Arqueològic Comarcal de Banyoles.
Una de les antigues cases del poblat ha estat reconstruïda per facilitar la comprensió del jaciment arqueològic.